# 比卡姆 (路易斯安那州)
比卡姆（英語：Bickham）是位於美國路易斯安那州華盛頓堂區的一個非建制地區。

## 地理
比卡姆所處的海拔為高於海平面64米（即210英呎），而該地所採用的時區為UTC-6，即北美中部時區（CST）。同時該地設有夏令時間，為UTC-6調快一小時，即UTC-5（CDT）。